# Arcadia Planitia
Arcadia Planitia es una llanura suave con flujos de lava fresca y flujos volcánicos amazónicos en Marte. Fue nombrada por Giovanni Schiaparelli en 1882 en honor a la región de Arcadia de la antigua Grecia. Data de los flujos de lava y pequeños conos de ceniza de la formación Arcadia del período amazónico. Incluye una gran región desarrollada más recientemente de materiales eólicos derivados de procesos periglaciales.

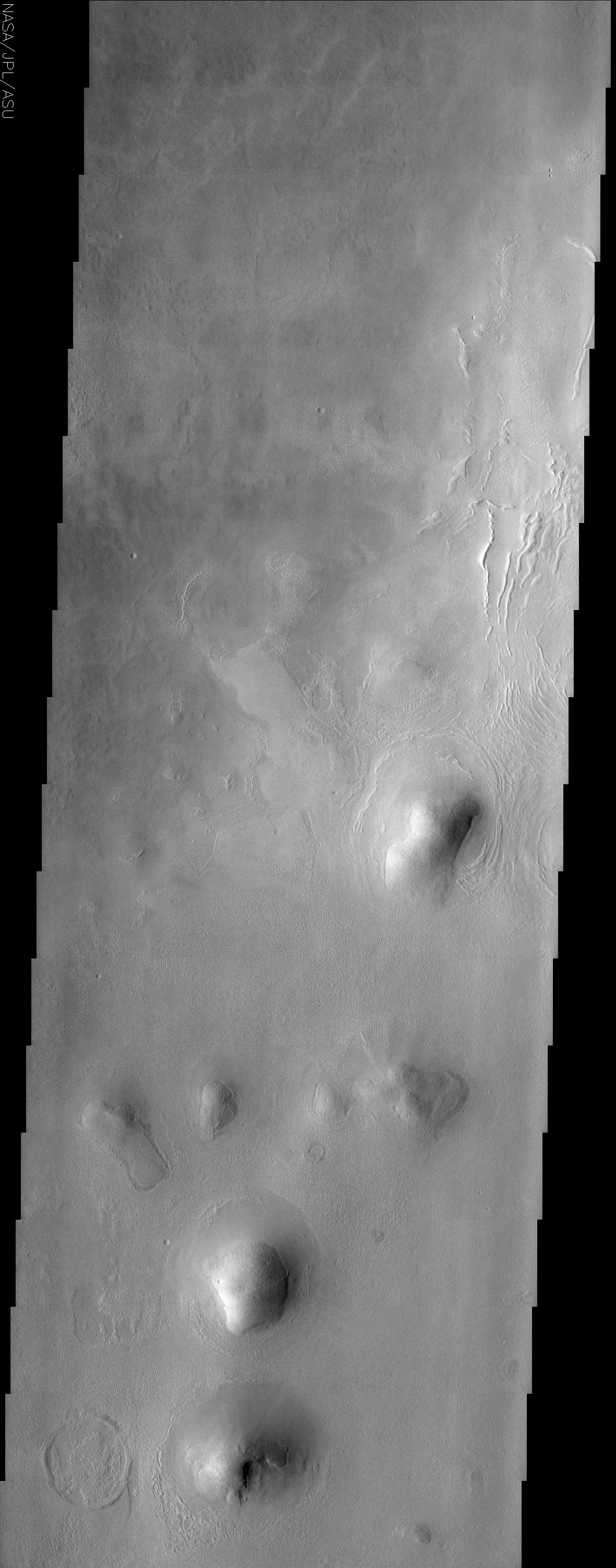
Arcadia Planitia

Está ubicada al noroeste de la región de Tharsis en las tierras bajas del norte, abarcando aproximadamente la región 40-60° Norte y 150-180° Oeste, a horcajadas en parte en el cuadrángulo de Cebrenia (MC-07), y en parte en el cuadrángulo de Diacria (MC-02), y centrado en 47.2°N 184.3°E. Arcadia marca una transición del terreno con cráteres delgados hacia el norte y el terreno con cráteres muy antiguos hacia el sur. Por su este desemboca en los volcanes de Alba Mons. Su elevación relativa al datum geodésico varía entre 0 y -3 km.
Muchas áreas bajas de Arcadia están marcadas por surcos y crestas subparalelas. Estas características indican glaciación y parecen similares a las de la Tierra, donde la congelación y descongelación del agua ubicada entre las capas del suelo contribuye al flujo lento de materiales cercanos a la superficie. Esto respalda la propuesta de que existe hielo en la superficie cercana a la superficie de Arcadia Planitia y, por lo tanto, esta ubicación es un área de interés para posibles misiones de exploración.